# طوبتبه (أديامان)
طوبتبه (بالكردية: Semêlî‏) (بالتركية: Toptepe)‏ هي قرية كرديّة تتبع إداريّاً لمديرية أديامان في محافظة أديامان التركية الواقعة في جنوب شرق الأناضول. وبلغ عدد سكانها 290 نسمة في عام 2021.